# Fratello ladro
Fratello ladro, noto anche come Fratello ladro: La vera storia del frate ribelle di Parma, è un film italiano del 1972, diretto da Pino Tosini ed interpretato, in una delle sue ultime apparizioni cinematografiche, da Gino Cervi, nella parte dell'industriale Pietro Barilla. Padre Lino fu interpretato da Giuliano Esperati.
Nei titoli di coda Manuel De Sica è accreditato come Emanuel De Sica.
La vicenda di padre Lino, dalmata che visse e operò principalmente a Parma, ha ispirato anche un film del 1979 di Paolo Cavara, Atsalut pader, nel quale le parti interpretate rispettivamente da Giuliano Esperati e Gino Cervi furono affidate a Gianni Cavina ed Ennio Groggia.